# Álvaro de Córdoba
Álvaro de Córdoba (Zamora, 1360 - Córdoba, 19 de febrero de 1430) es conocido en los bularios romanos como fr. Alvarus Zamorensis (Álvaro Zamorano) y en Córdoba como San Álvaro.

## Biografía
Ingresó en la Orden de Predicadores (comúnmente, la orden dominicana) en 1368. Fue confesor de la reina Catalina de Lancaster y del futuro Juan II de Castilla. En una peregrinación a Tierra Santa realizada en 1419 quedó impactado por el doloroso Camino del Calvario, recorrido por Jesucristo, y fundó en las afueras de Córdoba el famoso y observante Convento de Santo Domingo de Scala Coeli donde había varios oratorios que reproducían la “vía dolorosa”, por él venerada en Jerusalén. Esta sagrada representación fue imitada en otros conventos, dando origen a la devoción a la "via dolorosa" o Viacrucis en España que después fueron imitadas por toda la cristiandad. Ardiente predicador y elocuente teólogo, fue nombrado por el Papa Martín V superior de los conventos reformados de España de la Orden de Predicadores.
Su sepulcro se encuentra en el Convento de Santo Domingo de Scala Coeli, situado a unos 10 kilómetros de Córdoba, accediéndose a él por la carretera de Santo Domingo. 
Su culto fue autorizado por Benedicto XIV el 22 de septiembre de 1741.
Las cofradías de Córdoba tienen al Beato Álvaro como Patrono